# Lernerův index
Lernerův index (LI) vyjadřuje tržní sílu podniku jako relativní odchylku ceny od mezních nákladu (myšleno jako procentní přirážku k mezním nákladům), je definovaný vztahem:
{\displaystyle L={\frac {(P-MC)}{P}}},
kde {\displaystyle P} je cena a {\displaystyle MC} jsou mezní náklady.
Lernerův index může nabývat hodnot od 0 do 1, přičemž vyšší hodnoty značí vyšší stupeň tržní síly, která pro hodnoty blíže k jedné spíše představuje ten daný podnik spíše jako monopol. Pokud L = 0, jedná se o dokonalou konkurenci (P = MC), která vyjadřuje prostředí, kde podniky nemají žádnou tržní sílu, což znamená, že nemají jako jednotlivci žádný vliv na cenu vybraného produktu.
Pojmenován je po ekonomovi Abbovi P. Lernerovi.

## Alternativní definice

### Definice a vlastnosti
Alternativní přístup k vyjádření Lernerova indexu nepotřebuje znalost mezních nákladů, které může být složité získat od daných podniků. Toto vyjádření je dané vztahem:
{\displaystyle LI=-{\frac {1}{e_{PD}}}}
Ve jmenovateli uvažujeme {\displaystyle e_{PD}}, tedy cenovou elasticitu poptávky. Zde je jev rostoucího Lernerova indexu ekvivalentní stavu klesání elasticity poptávky. Rostl by však s klesající elasticitou nade všechny meze. Tuto situaci však netřeba uvažovat, neboť pro firmu s nějakou tržní sílou se vyplatí reflektovat pouze na tu část s elastickou poptávkou (pro hodnoty elasticity v rozmezí {\displaystyle -\infty <e_{PD}\leq -1}), čímž se nám Lernerův index vhodně ustálí opět mezi hodnotami 0,1, tak jako v předchozí definici. Z toho je vidět, že naopak při velmi elastické poptávce po výrobku Lernerův index klesá k 0. Dále se zachová i interpretace těchto krajních hodnot, kdy při rostoucím Lernerově indexu k 1 roste tržní síla daného podniku. Lernerův index hodnoty 1 navíc odpovídá situaci jednotkové elasticity poptávky {\displaystyle e_{PD}=-1}. Tento stav popisuje situaci firmy, že mají nulové mezní příjmy a při maximalizaci profitu (ukázáno níže) mají i nulové mezní náklady. Z těchto vlastností tedy i vyplývá přímá závislost schopnosti podniku stát se monopolem na elasticitě poptávky po jejich výrobku.

### Odvození
Odvození vztahu alternativní definice samozřejmě vychází z definice přes cenu a mezní náklady. Obě tyto veličiny dále budeme považovat jako funkce množství q, které budeme považovat za kladné, tedy P(q) a MC(q). Funkci P(q) chceme takovou, aby bylo splněné, že její derivace je nejvýše nulová pro libovolné kladné q. Dále funkce MC(q) je kladná funkce (pro kladné q) mezních nákladů odpovídající funkci celkových nákladů C(q).
Odvození vedeme jako řešení problému maximalizace profitu podniku. Funkce profitu je vyjádřena jako {\displaystyle P(q)q-C(q)}. Maximum takové funkce v proměnné q nalezneme porovnáním derivace funkce podle q s nulou:
{\displaystyle {d(P(q)q-C(q)) \over dq}=0}
Derivaci provedeme s využitím pravidel derivace rozdílu a součinu. Dále využijeme vyjádření mezních nákladů {\displaystyle MC(q)=\operatorname {d} \!C(q)/\operatorname {d} \!q} a po úpravě dostaneme:
{\displaystyle P(q)-MC(q)=-{dP(q) \over dq}q}
Vidíme, že abychom dostali vztah z definice Lernerova indexu přes cenu a mezní náklady, tak rovnici musíme vydělit funkcí P(q). Pravá strana rovnice nám pak přímo dává to, co požadujeme, tedy:
{\displaystyle -{dP(q) \over dq}*{\frac {q}{P(q)}}=-{\frac {1}{e_{PD}}}}